# Erdem Seçgin
Erdem Seçgin (Istanbul, 5 gennaio 2000) è un calciatore turco, centrocampista del Vanspor.

## Caratteristiche tecniche
È un esterno destro.

## Carriera
Cresciuto nel settore giovanile del Beşiktaş, ha esordito in prima squadra il 29 novembre 2018 disputando l'incontro della fase a gironi di Europa League vinto 3-2 contro il Sarpsborg 08.

## Statistiche
Statistiche aggiornate al 7 novembre 2019.

### Presenze e reti nei club
| Stagione        | Squadra         | Campionato      | Campionato | Campionato | Coppe nazionali | Coppe nazionali | Coppe nazionali | Coppe continentali | Coppe continentali | Coppe continentali | Altre coppe | Altre coppe | Altre coppe | Totale | Totale | Totale |
| Stagione        | Squadra         | Comp            | Pres       | Reti       | Comp            | Pres            | Reti            | Comp               | Pres               | Reti               | Comp        | Pres        | Reti        | Pres   | Reti   |        |
| --------------- | --------------- | --------------- | ---------- | ---------- | --------------- | --------------- | --------------- | ------------------ | ------------------ | ------------------ | ----------- | ----------- | ----------- | ------ | ------ | ------ |
| 2018-2019       | Beşiktaş        | SL              | 0          | 0          | CT              | 0               | 0               | UEL                | 1                  | 0                  |             | -           | -           | 1      | 0      |        |
| 2019-2020       | Beşiktaş        | SL              | 0          | 0          | CT              | 0               | 0               | UEL                | 2                  | 0                  |             | -           | -           | 2      | 0      |        |
| Totale carriera | Totale carriera | Totale carriera | 0          | 0          |                 | 0               | 0               |                    | 3                  | 0                  |             | -           | -           | 3      | 0      |        |